# Nassa
Genre
Nassa est un genre de mollusques gastéropodes prédateurs de la famille des Muricidae.

## Liste des espèces
Selon World Register of Marine Species (9 mai 2016) :
- Nassa francolina (Bruguière, 1789)
- Nassa serta (Bruguière, 1789)
- Nassa situla (Reeve, 1846)
- Nassa tuamotuensis Houart, 1996

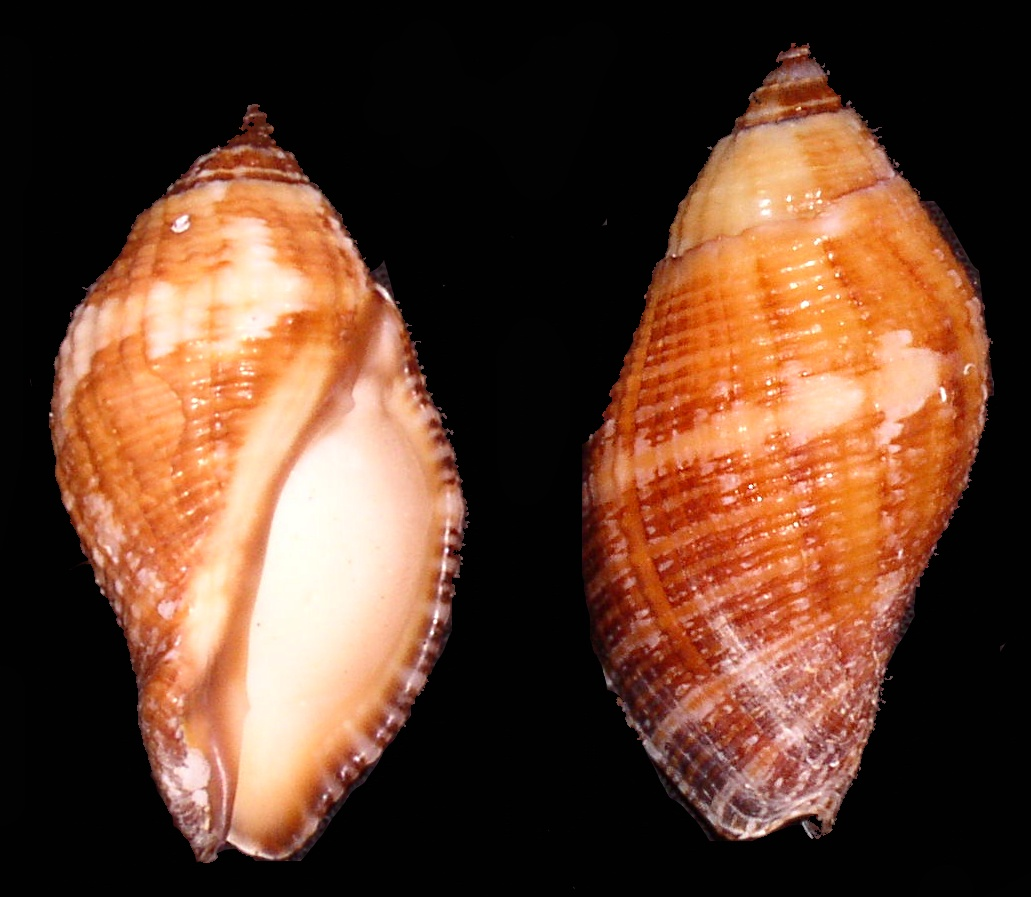
Nassa francolina
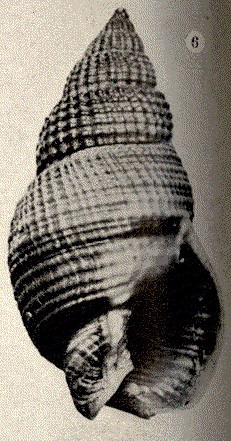
Nassa mendica
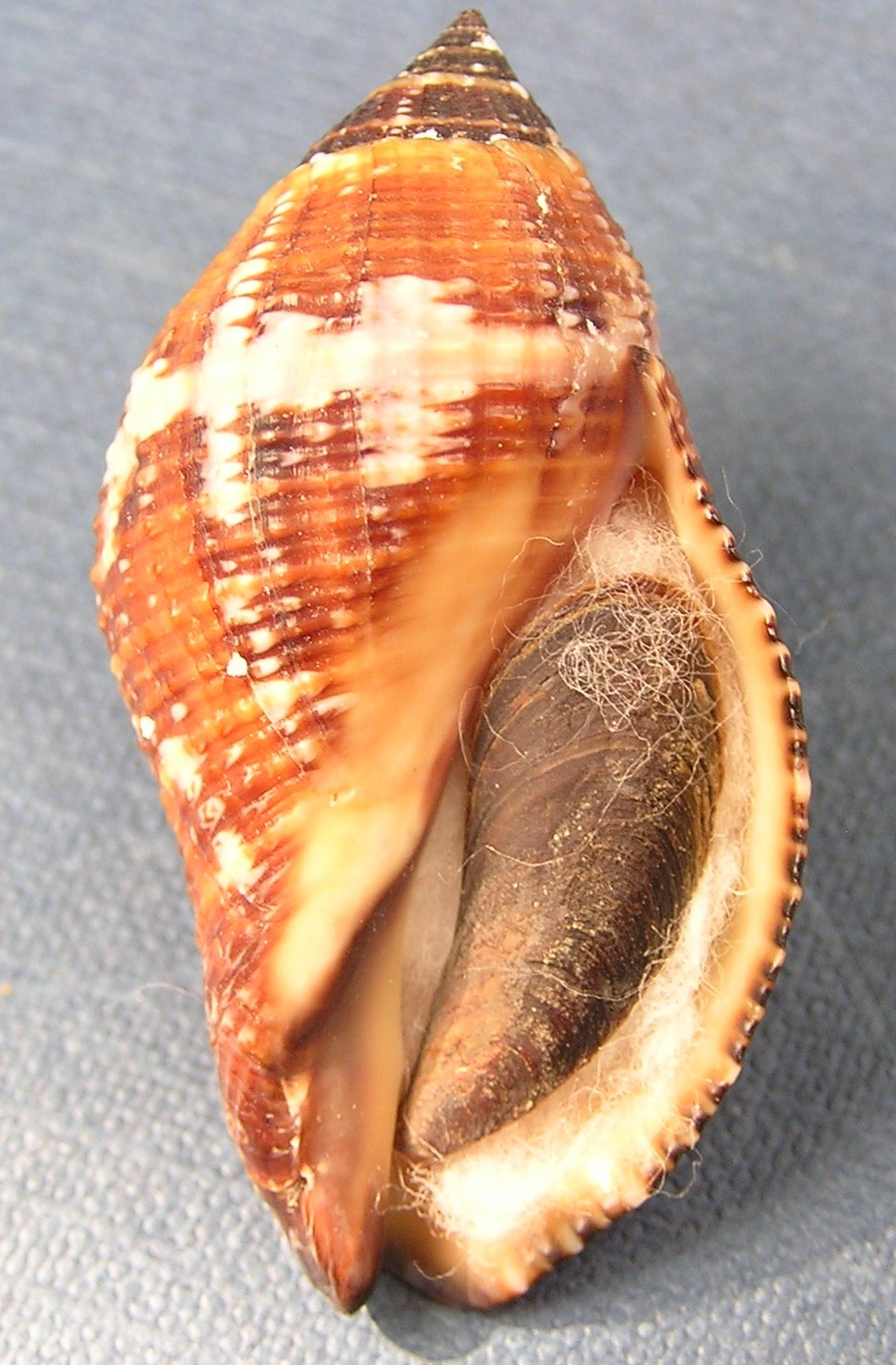
Nassa serta